# Epidendrum camposii
Epidendrum camposii är en orkidéart som beskrevs av Eric Hágsater. Epidendrum camposii ingår i släktet Epidendrum och familjen orkidéer. Inga underarter finns listade i Catalogue of Life.